# La Orden Caballeros de la Luz

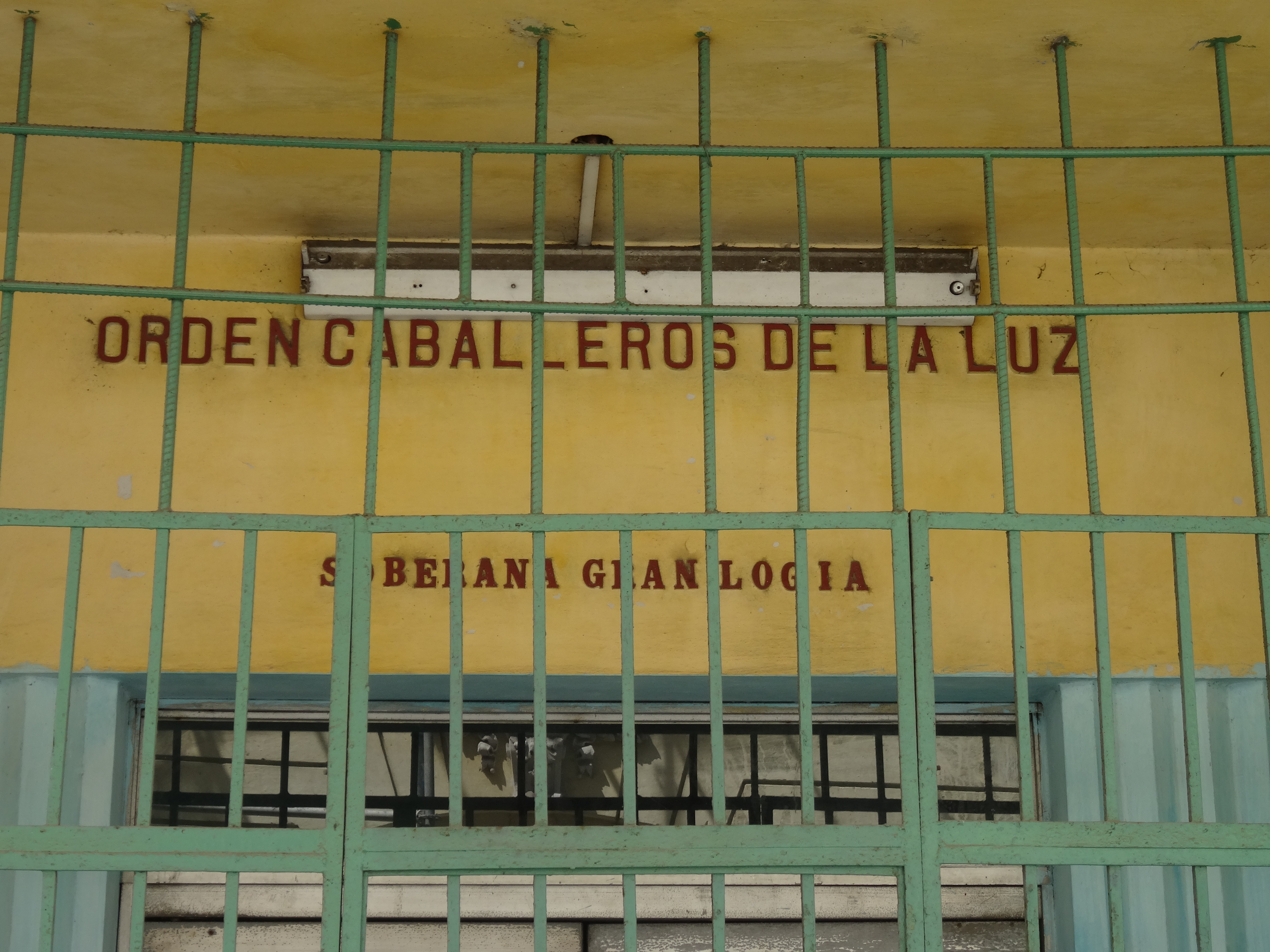
Una logia masónica para la Orden Caballeros de la Luz en La Habana

La Orden Caballeros de la Luz (la Orden) es una organización fraternal, una forma de sociedad secreta masculina, fundada por cubanos de origen norteamericano. La organización ha tenido muchos impactos sociales, culturales, y políticas en Cuba y comunidades cubanas en los Estados Unidos.
Muchas fuentes refieren a la Orden como una masonería, por los rasgos secretos, masculinos, y ritualistas. Sin embargo, otras fuentes distinguen que la organización solamente comparte características masónicas pero no sea necesariamente una masonería.

## Fundación

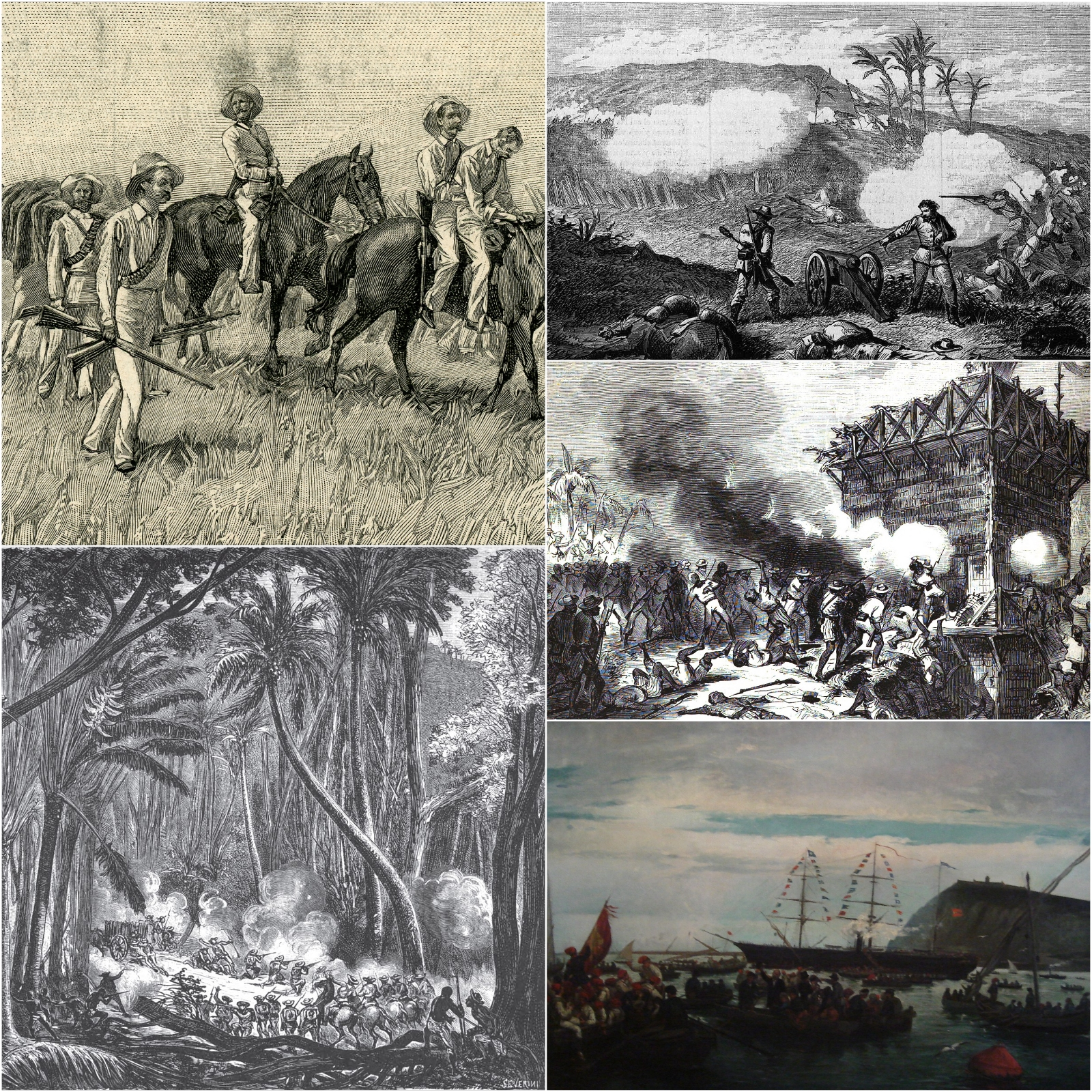
Representaciones de la Guerra de Diez Años

Durante el fin del siglo XIX, hubo una gran lucha por la independencia en Cuba, se llama la Guerra de Diez Años. Como causa de este conflicto en contra de los españoles que controlaron la isla en esta época, muchos cubanos emigraron o fueron exiliados.

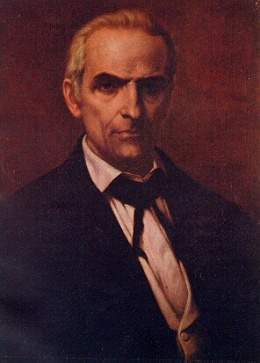
José de la Luz y Caballero

Muchos de estos cubanos exiliados se habían mudado a Filadelfia, Estados Unidos. Un cubano exiliado, José González Curbelo, vio este grupo de cubanos que estaba viviendo en Filadelfia y la lucha por la independencia cubana que estaba fallando. Mirando estas dos cosas, Curbelo tuvo la idea de fundar una asociación secreta para juntarse los cubanos exiliados y trabajar por la independencia de su patria. Ser una asociación patriótica fue el principio principal.En el 20 de abril de 1873, el grupo se reunió por primera vez en la ciudad de Filadelfia. 14 miembros fundadores asistieron esta reunión inaugaral.
Después, la orden se reunió en el Salón Niágara otra vez para votar y aprobar su Constitución y Reglamento Interior de sí mismo. En esta reunión, Curbelo declaró que todas las acciones de la orden serían inspiradas por las enseñanzas del filósofo cubano José de la Luz y Caballero. Por eso, el nombre de la organización devino la Orden Caballeros de la Luz, para honrar su guía filosófica y espiritual. Esta fecha, el 9 de mayo de 1873, está considerado como el día de fundación por la asociación. Curbelo sirvió como el fundador y el primer presidente.
Durante esta época inicial de la Orden, eran lugares de reunirse llamados 'logias'. Las primeras tres logias fueron formadas en Filadelfia y Nueva York. Este conjunto de logias iniciales se formó la primera 'Gran Logia de la Orden'.
Desde el inicio, la Orden tenía esperanzas a expandirse a Cuba, que se consideró como el "suelo patrio". Antes que terminar la Guerra de Diez Años, la Orden trató fundar su cuarta logia en Matanzas. Eso fue un paso grande, pero debido al gobierno todavía controlado por españoles y la postura independentista, la logia tuvo que disolverse. Sin embargo, la Orden no dejó de tratar de expandir después de un fracaso. La organización anduvo formando logias nuevas en los Estados Unidos, Cuba, y Jamaica. Hasta 1900, la sociedad había conseguido nueve logias en total.

## Participación en la Revolución Cubana

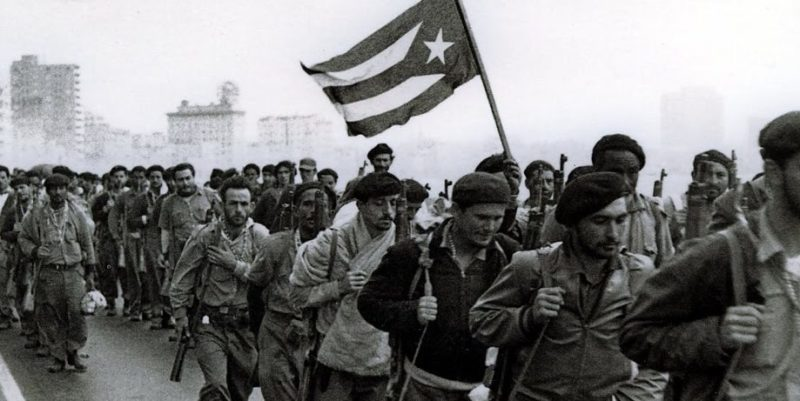
Fotografía tomada durante la Revolución Cubana

En 1952, un nuevo régimen dictatorial tomó el poder en Cuba, sobre el control del dictador conservador Fulgencio Batista. El gobierno de Batista era bien represivo y violento a la gente cubana durante un periodo hasta 1959. A este punto, la Orden era bien integrada en el tejido de la sociedad cubana. Al fin del control de Batista, la época de la revolución cubana empezó, lo cual señaló una transformación relevante en la función de la Orden. La organización tomó una identidad mucho más político que estaba alineada con los revolucionarios nuevos y socialistas. Eso sucedió debido a la participación activa de sus miembros en actividades vinculadas a la revolución.
Ante la presión social creada por el régimen dictatorial de Batista, la Orden cambió radicalmente sus ideales tradicionales de evitar tener una asociación políticamente fuerte. Mientras la revolución se llevó a cabo en 1959, la Suprema Logia (el cuerpo gobernante de la Orden) alcanzó una declaración de alineación con la revolución y Fidel Castro. Este circular destacó respaldo total a la revolución, una campaña en las logias norteamericanas para apoyar las causas revolucionarias, una revista inmediata del comportamiento de los miembros y su alineación política, y la restauración de todos miembros que hayan sido parte del ejército rebelde sin necesidad de pagar. Este mensaje señaló un cambio marcado en los ideales de la Orden, que lo mantuvo por mucho tiempo.

## Principios
La fundación de la Orden fue basado en la lucha por independencia de Cuba. Por eso, todos los principios siguen con esta base del propósito patriótico.
Inicialmente, la organización trató los asuntos políticos con neutralidad estricta. A la Orden no le importaba si un miembro tenía una preferencia política, con tal de que esa persona apoyara la independencia de Cuba. Sin embargo, este ideal tradicional reemplazó al revés durante la etapa revolucionaria en Cuba, promoviendo fuertemente los ideales socialistas.
La guía inspiradora de la organización es José de la Luz y Caballero, y sus filosofías afectaron mucho los principios fundamentales de la organización. Desde los ideales de José de la Luz y Caballero, la Orden desea promover "la ciencia, la historia, la literatura, y la cultura" como principios importantes. Con esta meta, la Orden publicó la revista 'Luz y Verdad, Órgano Oficial de la Orden' frecuentemente, con un enfoque en los logros cubanos. Hay secciones dedicadas a 'Página Poética' para compartir literatura y poesía expresiva, 'La Ciencia Avanza' para destacar los logros científicos, y otro contenido relacionado con la historia cubana.
También, habían otras figuras importantes que tuvieron influencia sobre sus principios. Específicamente, José Martí tuvo una influencia grande en la organización. Las ideas martianas motivaron a los miembros de la Orden a luchar para la independencia cubana.

## Actualidad
Hoy en día, existen ambas la Orden Caballeros de la Luz y la Orden Caballero de la Luz. Técnicamente, son entidades distintas pero son extremadamente similares y ambos vinieron de la misma organización creado en Filadelfia en el siglo XIX.

## Miembros fundadores
- José González Curbelo
- Cecilio Turiño
- Rafael Pérez
- Santurnino Domínguez
- Benito Machado
- Andrés Bidot
- Luis Navarro
- Francisco Aguiar
- Julián Vargas
- Enrique Vargas
- Ángel Quiñones
- Tomás Castro
- Laudelino Castro[2]